# Le Groupement
Le Groupement war ein französisches Radsportteam, das nur von Januar bis Ende Juni 1995 existierte.

## Geschichte
Das Team wurde zu Beginn der Saison 1995 unter der Leitung von Guy Mollet gegründet, nachdem eine Anzahlung von 3.137.500 Francs an den französischen Radsportverband Fédération Française de Cyclisme (FFC) 3 vorab geleistet worden war. Das Team hatte einige erfolgreiche Fahrer verpflichtet, darunter den amtierenden Weltmeister Luc Leblanc und  den britischen Stundenrekordhalter Graeme Obree. Kurz nach seiner Gründung geriet das Team in Turbulenzen. Durch die Medienberichterstattung stand der Hauptsponsor, die Groupement européen des professionnels du marketing (GEPM), mehr im Rampenlicht als erwartet. Das Unternehmen stand im Verdacht durch sein Multi-Level-Marketing-System ein Pyramidensystem zu betreiben. Ehemalige Mitarbeiter von GEPM schlossen sich zu einer Initiative namens L’Association pour la défense de la famille et des individus (Adfi) zusammen, um Beschwerde wegen den „Pyramidenverkauf“ einzureichen. Es scheint, dass Sympathisanten der GEPM in die Räume der Initiative (Adfi) eingebrochen sind. Der Hauptsponsor hatte vermutlich durch die Untersuchungen mit zurückgehenden Umsätzen zu kämpfen. Am 27. Juni, zwei Tage nach der französischen Meisterschaft, kündigte das Team seinen Rückzug an und einige Fahrer wie Frédéric Guesdon oder Philippe Bouvatier konnten im Team F.F.C.-L.C.P.F. des Fédération Française de Cyclisme bis zum Jahresende 1995 unterkommen. Der Hauptsponsor musste letztendlich Insolvenz anmelden.
Zum 30. Juni wurde das Team aufgelöst.
Für die Fahrer Jean-Paul van Poppel und Robert Millar bedeutete das Team-Aus auch gleichzeitig das Karriereende.

## Erfolge
1995
- Grand Prix Cycliste La Marseillaise
- eine Etappe Herald Sun Tour
- eine Etappe Tour de l’Avenir
- eine Etappe Clásico RCN
- eine Etappe Quatre Jours de l'Aisne
- eine Etappe Grand Prix Midi Libre
- Tour de l’Ain
- Britischer Meister – Straßenrennen

## Bekannte ehemalige Fahrer
- Luc Leblanc (01.1995–06.1995)
- Ronan Pensec (01.1995–06.1995)
- Dominique Arnould (01.1995–06.1995)
- Jean-Paul van Poppel  (01.1995–06.1995)
- Graeme Obree (01.1995–06.1995)
- Robert Millar (01.1995–06.1995)
- Marcel Wüst  (01.1995–06.1995)
- Pascal Lino (01.1995–06.1995)